# Europa: The Last Battle
Европа: Последња битка (енгл. Europa: The Last Battle) је неонацистички пропагандни филм из 2017. године  на енглеском језику, снимљен у десет епизода на шведском језику, који је креирао Тобијас Брат, шведски крајње десничарски активиста повезан са Нордијским покретом отпора, европским неонацистичким покретом. Филм промовише њихове идеје, многе у вези са Другим светским ратом, укључујући и порицање холокауста. Филм су промовисали на више платформи друштвених медија појединачни корисници, посебно бели националисти.

## Наратив
Europa: The Last Battle („Европа: Последња битка“) промовише разне популарне и мање популарне идеје, тврдећи да је Карл Маркс био део вековног плана Јевреја да прошире комунизам и преузму свет и да Јевреји контролишу светску понуду новца и да кују заверу да изазову пад беле „аријевске“ расе подстицањем имиграције и међурасних односа. Садржи цитате из књиге Маркса и Мојсија Хеса „Рим и Јерусалим“ како би се промовисала идеја да Јевреји стоје иза светског зла, и тврдње да чињеница да је совјетски лидер Јосиф Стаљин имао јеврејске жене доказује да су га Јевреји контролисали.
Филм се такође бави историјским ревизионизмом тврдећи да су Јевреји започели |Први и Други светски рат као део завере за успостављање Израела провоцирањем нациста да |делују у самоодбрани. Такође се тврди да су Јевреји изазвали пораз Немачке у Првом светском рату, што се обично назива митом о ножу у леђа, и да се Адолф Хитлер борио против глобалне јеврејске завере.
Грегори Дејвис, истраживач у антирасистичкој групи „Нада, а не мржња“ са седиштем у Великој Британији, рекао је да филм „пореже доказану стварност Холокауста, док истовремено пружа оправдања за насилни антисемитизам који га је подстицао“, додајући: „Његова мешавина очигледних лажи и искривљеног приказивања стварних догађаја не даје му никакав историјски легитимитет и служи само да демонизује јеврејски народ и заташка злочине нацистичког режима.“

## Промоција
Према „Мејнстрим медијима” филм су промовисали бели супрематисти и антисемитски теоретичари завере, британски лист о завери The Light и теоретичари завере QAnon на Телеграму.  Такође је дељен на платформама као што су Instagram, BitChute,  Rumble, TikTok и Телеграм чет Disclose.tv, немачког дезинформативног медија са пратиоцима који укључују порицатеље Холокауста и неонацисте. YouTube и Facebook су блокирали отпремање филма, али линкови до филма на другим сајтовима могу се делити.